# La Chute du saint
La Chute du saint (Il crollo del santo) est une nouvelle fantastique de Dino Buzzati, incluse dans le recueil Le K publié en 1966.

## Résumé
Depuis le balcon du Paradis, le Saint Ermogène contemple la Terre. Il y découvre dans une petite chambre d'étudiant un groupe de jeunes gens en train de discuter et de refaire le monde. À les écouter, Ermogène se prend d'affection pour eux et de nostalgie pour sa propre vie mortelle. Dieu le met en garde contre un risque de remettre en jeu son âme et son salut s'il les rejoint : leurs espoirs seront probablement déçus, leurs confiances trahies. Ermogène explique que l'espoir d'un monde meilleur n'existe plus au Paradis, et lui manque. Dieu en convient et, devant son insistance, finit par compatir et lui accorder une nouvelle jeunesse en compagnie de ces mêmes jeunes gens.